# シャンソン教室
シャンソン教室（シャンソンきょうしつ）とは、日本独特のシャンソン状況の一つとしてカルチャー・スクールとしての教室。
フランス語でシャンソン（chanson）は「歌」を意味し、フランスでは歌全般を指す。よって日本のように特定のジャンルの楽曲を指すものではない。